# 孝毅襄皇后
孝毅襄皇后（？—1646年），曾氏，明紹宗朱聿鍵皇后。父江西南昌府府學廩膳生員曾文彥（追封「吉水伯」），母吉水伯夫人何氏。
崇禎五年（1632年）六月初三日崇祯帝遣官揚武侯薛濂、兵科左給事中許世藎持節捧冊寶封朱聿鍵為唐王、曾氏為王妃。曾妃年十九，頗知書禮，任內政，王甚暱之。每群臣奏事，曾妃於屏後聽之，共決進止；聿鍵頗嚴憚焉。
崇禎九年丙子八月，京師戒嚴，朱聿鍵擅發倡義勤王。事定廢為庶人，安置鳳陽高牆。至鳳陽，陵奄索賄不遂，用祖制墩鎖法以困苦之。朱聿鍵不勝其辱，病幾殆；賴曾妃調護惟謹，至刲股以進，乃愈。
曾妃性警敏，讀書通文，有才能；凡兵馬、錢糧悉能記憶，人才賢否辨若列眉。當在高牆時備嘗艱苦，每以土及埝土作枕、草薦為褥，毫無怨言；且早晚勸朱聿鍵無憂，自有昭雪之日。朱聿鍵病篤，曾妃割股療之；先帝降旨表揚賢孝。曾妃又上疏為朱聿鍵鳴冤，謂『鄭藩謀為不軌，尚蒙寬宥，復爵加祿；氏夫父仇預奏於五年之前，出城未離於封境之內。孰輕孰重？較論易明。革廢四年、身經九殞，議貴、議親，「會典」具載』。因此朱聿鍵对曾妃既敬爱又忌惮，宮中無二妃。孤身南來，鄭鴻逵進以美女十二，隨居官衙。
弘光元年（1645年）閏六月二十七日卯時，朱聿鍵祭告天地、祖宗，即皇帝位於福州南郊。建行在太廟社稷，以福建省為福京，福州府為天興府，布政司為行在大明門。立曾妃為皇后。
隆武元年（1645年）七月十三日，冊立曾皇后。翌日，百官進賀中宮表。
隆武元年十月，曾皇后至天興府（冊立時曾氏尚未至），曾皇后賢而知書，上敬重之。
隆武二年八月初九日(壬子)，聿鍵與曾氏俱被俘，曾皇后至九龍灘（九瀧）投水死。
永曆（1647年）時，上尊號思文皇后，後諡曰孝毅貞烈慈肅賢明承天昌聖襄皇后。

## 冊封皇后詔書[4]
詔曰：『朕惟乾坤合德，風化之方圓攸在；日月儷體，生物之健順所彰。自古君必立后，所以承祖廟、裕後昆，建極於萬方者也。朕賴文武、臣民不忘高皇帝聖澤勸進，紹統中興；於前(閏六)月二十七日卯時即皇帝位於天興府南郊，恭即祭告祖宗，諡唐國高、曾、祖、考四代，親上洪號後，即於是日謹遵祖制，欽命朕元妃曾氏為皇后於宮中。顧念時事倥傯，冊寶、冠服未備。同朕登極之日雖加中宮之稱，然立后大典，朕亦何敢草率而行。於是申令禮部爰稽舊章，擇吉於今日辰時，朕親御冕袞，祭告天地祖宗御殿，遣差勳輔大臣平夷侯鄭芝龍持節、定清侯鄭鴻逵、內閣輔臣蘇觀生、朱繼祚各捧冊寶、冠服，立元妃曾氏為皇后。即於是日追封后父江西南昌府府學廩膳生員曾文彥為吉水伯、后母何氏為吉水伯夫人。皇后自十九齡作配朕躬，荷蒙毅宗皇帝於崇禎五年六月初三日遣官揚武侯薛濂、兵科左給事中許世藎持節捧冊寶封朕為唐王、皇后為王妃，同日拜命。十餘年來，皇后忠敬貞淑，與朕同修嘉行。朕性時有過剛，皇后婉贊，補益弘多。至同困苦八年，割股再延朕命。皇后之賢，遠不愧高、曹、向、孟，近無忝於孝慈祖后。朕恭承天序，明運中興；朕為天下報祖之君父，皇后為天下忠君之母儀。朕託內助於法宮，并示懿軌於億兆。傳不云乎？「陰陽和而雨澤降，夫婦和而家道成」。皇后其明敷五教、播訓三從，四海同遵王化，萬方共仰皇風；華夷隨唱，稱朕意焉。布告天下，咸使聞知』

## 子
1. 莊敬太子朱琳源，所據不詳，疑誤，前已有莊敬太子朱载𡓝，明世宗第二子